# Michelbeuern metróállomás
Michelbeuern egy metróállomás Bécsben a bécsi metró U6-os vonalán.

## Szomszédos állomások
A metróállomáshoz az alábbi állomások vannak a legközelebb:
- Alser Straße
- Währinger Straße

## Átszállási kapcsolatok
| U6 (Floridsdorf ↔ Siebenhirten) |                        |                                                                                                   |
| Állomás                         | Átszállási kapcsolatok | Fontosabb létesítmények                                                                           |
| Michelbeuern                    | 42                     | Allgemeines Krankenhaus (Általános kórház – Bécs és egyben a világ legnagyobb kórházainak egyike) |